# Mars-sur-Allier
Mars-sur-Allier är en kommun i departementet Nièvre i regionen Bourgogne-Franche-Comté i de centrala delarna av Frankrike. Kommunen ligger i kantonen Saint-Pierre-le-Moûtier som tillhör arrondissementet Nevers. År 2022 hade Mars-sur-Allier 300 invånare.

## Befolkningsutveckling
Antalet invånare i kommunen Mars-sur-Allier
| Referens: INSEE |